# Christin Muche
Christin Muche (Forst, 19 de octubre de 1983) es una deportista alemana que compitió en ciclismo en la modalidad de pista, especialista en la prueba de keirin.
Ganó dos medallas de bronce en el Campeonato Mundial de Ciclismo en Pista, en los años 2006 y 2008, ambas en la prueba de keirin.

## Medallero internacional
| Campeonato Mundial | Campeonato Mundial       | Campeonato Mundial | Campeonato Mundial |
| Año                | Lugar                    | Medalla            | Competición        |
| ------------------ | ------------------------ | ------------------ | ------------------ |
| 2006               | Burdeos (Francia)        | Medalla de oro     | Keirin             |
| 2008               | Mánchester (Reino Unido) | Medalla de bronce  | Keirin             |